# Palais national de Mafra
Le Palais national de Mafra (en portugais : Palácio Nacional de Mafra) est une ancienne résidence royale et monument de style baroque situé à Mafra, à 25 kilomètres au nord-ouest de Lisbonne. Sa construction a débuté en 1717 sous le règne de Jean V de Portugal, en accomplissement du vœu fait par le jeune roi, auquel la reine Marie-Anne d'Autriche venait de donner une descendance.
Il a été classé comme Monument national en 1910. Ce Palais fait partie du réseau des résidences royales européennes.
L'édifice royal de Mafra – palais, basilique, couvent, jardin du Cerco et parc de chasse (Tapada) – est inscrit sur la liste du patrimoine mondial de l'UNESCO le 7 juillet 2019.

## Le couvent
En 1715, le Couvent de Notre-Dame et Saint-Antoine de Mafra fut fondé, au sein de la province (franciscaine) d'Arrábida. Il prend son origine dans une communauté de l'Hospice de l'Esprit-Saint. Cette communauté fut transférée à l'Église de Notre-Dame et Saint-Antoine, qui venait d'être consacrée.
La basilique, achevée en 1735 selon les plans de l'architecte allemand Johann Friedrich Ludwig, possède un ensemble unique de six orgues, dons du roi Jean VI de Portugal. C'est le siège de la paroisse de Mafra et de la Royale et vénérable confrérie du très saint sacrement de Mafra. Son hauteur maximale, au dôme, atteint 70 m.

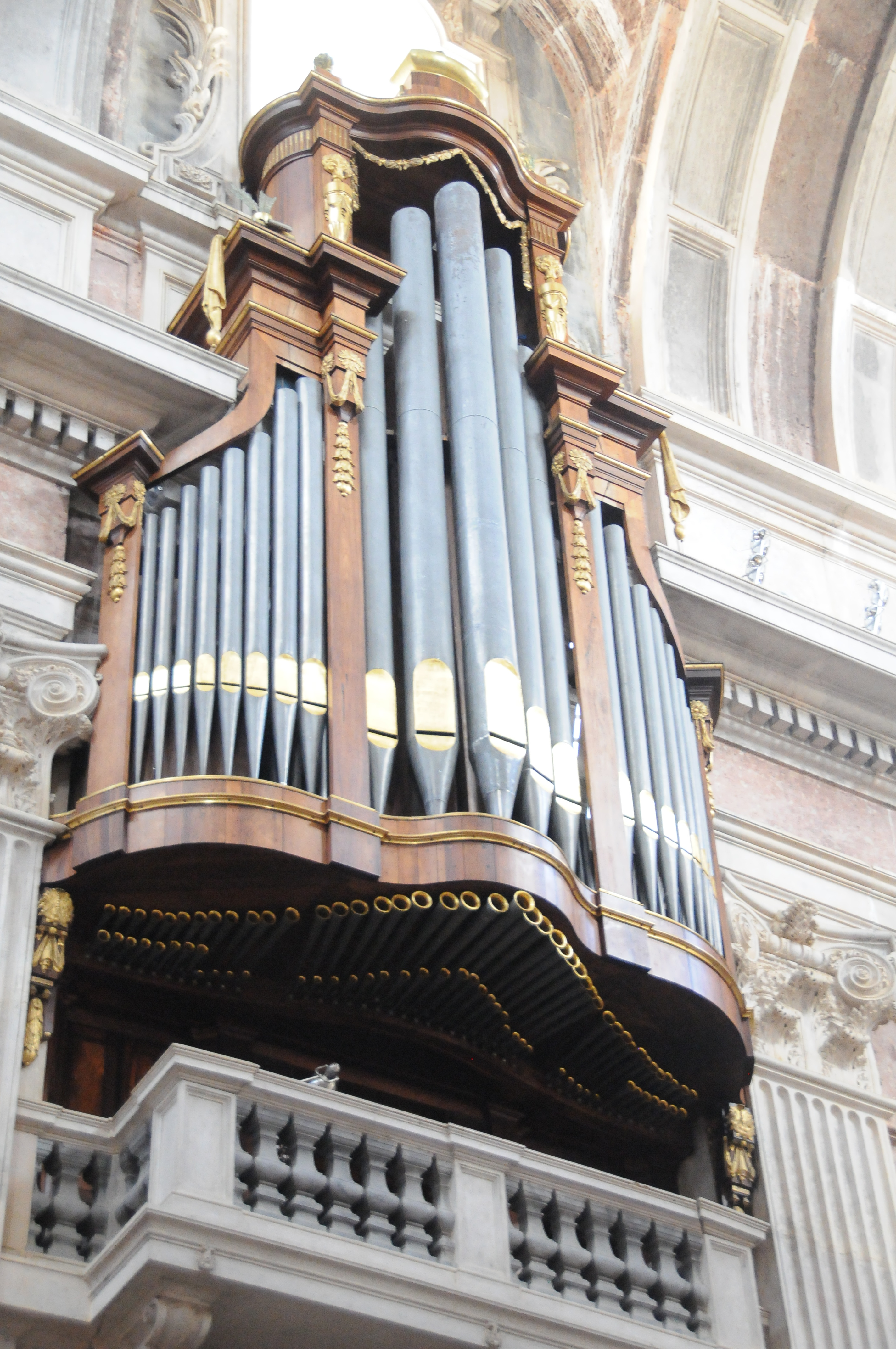
Orgues de la basilique de Mafra.

## En littérature
L'édification du palais-couvent de Mafra est la toile de fond d'un roman épique de José Saramago, Le Dieu manchot (Memorial do Covento), publié en 1982 en édition originale, qui reçut le Grand Prix du roman du Pen Club en 1984.

## Filmographie
Des scènes du film La Reine Margot ont été tournées à l'intérieur même du Palais.

## Référence
1. ↑  À propos de : Association des résidences royales européennes
2. ↑  « Six nouveaux sites culturels inscrits sur la Liste du patrimoine mondial de l’UNESCO », sur UNESCO, 7 juillet 2019 (consulté le 7 juillet 2019)